# Federico Vismara
Federico  Vismara (Carcarañá, Santa Fe, Argentina; 9 de mayo de 1983) es un exfutbolista argentino que jugaba de centrocampista.

## Carrera
Realizó las inferiores en el Club Atlético Carcarañá.
Vismara comenzó su carrera en Estudiantes de La Plata, de la Primera División de Argentina, club en el cual no tuvo demasiada continuidad. En 2004 recaló en El Porvenir, equipo que por ese tiempo estaba en la Primera B Nacional, segunda división del fútbol argentino. En 2006 fue transferido a Aldosivi de Mar del Plata, en donde se destacó como un jugador importante, a pesar de la irregular campaña de su equipo.
Sus actuaciones llevaron a que Chacarita Juniors se fijase en él y lo contratara en 2008. Al año siguiente el equipo logró el ascenso a la Primera División, con Vismara como un pilar muy importante. Al año siguiente su equipo descendió, pero él se mantuvo firme con un desarrollo que hizo que algunos clubes lo observaran con intenciones de contratarlo. Fue una figura muy importante en la goleada histórica de Chacarita frente a Boca Juniors por 4 a 1. Marcó un gol en Primera frente a Lanús, pero su equipo perdió ese partido.
En 2010 emigró del país y recaló en Italia, para jugar en el Ascoli Calcio 1898, donde tan sólo se mantuvo seis meses debido a que no pudo asentarse. Por ello decidió volver a Argentina para seguir su carrera allí.
En Rosario Central, estuvo en el plantel que quedó cerca del ascenso en la temporada 2011-12. El equipo rosarino perdió la promoción frente a San Martín (San Juan).
Para la temporada 2012-13, de la mano de Darío Franco llegó a Instituto. El contrato fue a préstamo por dos años. En el club de Alta Córdoba jugó en la Primera B Nacional, disputando 48 partidos y marcando 2 goles.
A principios de la temporada 2014, se convirtió en jugador de Huracán, dirigido por Darío Kudelka, entrenador que lo conocía en su paso por Instituto. En ese club fue partícipe de la conquista de la Copa Argentina 2013-14 y del ascenso a Primera División en la temporada 2014, con destacadas actuaciones.
En diciembre de 2015 dejó Huracán y pasó a Racing Club donde jugó 7 partidos siendo luego apartado por bajo rendimiento y practicando durante más de un año y medio, lo cual generó una gran polémica dado que no quiso rescindir su importante contrato prefiriendo entrenar con los juveniles.
En enero de 2018 fue transferido al Chacarita Juniors.
El 22 de julio de 2019 se sumó al equipo juninense Club Atlético Sarmiento (Junín), última institución que jugó hasta su retiro en 2022.
Actualmente está jugando en Cremeria de Carcaraña, equipo que juega liga cañadense de futbol liga regional del sur de Santa Fe

## Clubes
| Club            | País      | Año         | Partidos | Goles |
| --------------- | --------- | ----------- | -------- | ----- |
| Estudiantes LP  | Argentina | 2002-2004   | 9        | 0     |
| El Porvenir     | Argentina | 2004-2006   | 55       | 1     |
| Aldosivi        | Argentina | 2006-2008   | 58       | 0     |
| Chacarita Jrs.  | Argentina | 2008-2010   | 56       | 2     |
| Ascoli          | Italia    | 2010        | 0        | 0     |
| Rosario Central | Argentina | 2011-2012   | 22       | 1     |
| Instituto       | Argentina | 2012-2014   | 68       | 0     |
| Huracán         | Argentina | 2014-2015   | 67       | 0     |
| Racing Club     | Argentina | 2016 - 2017 | 15       | 0     |
| Chacarita Jrs.  | Argentina | 2018 - 2019 | 24       | 1     |
| Sarmiento       | Argentina | 2019 - 2022 | 15       | 1     |

## Palmarés

### Títulos nacionales
| Título              | Club      | País      | Año     |
| ------------------- | --------- | --------- | ------- |
| Copa Argentina      | Huracán   | Argentina | 2013-14 |
| Supercopa Argentina | Huracán   | Argentina | 2014    |
| Primera Nacional    | Sarmiento | Argentina | 2020    |